# 終電バイバイ
『終電バイバイ』（しゅうでんバイバイ）は、2013年1月14日から3月18日までTBSのドラマNEO枠（毎週月曜日24:20 - 24:59〈JSTでは火曜未明0:20 - 0:59〉）で放送されていたテレビドラマ。

## 概要
主人公がとある駅でもし終電を逃してしまったらどのようにして始発まで時間を潰すのか、主人公、そこに関わる人物も毎回変わるオムニバスストーリーで物語が展開していく。
全話通して濱田岳が主演を務め、また、案内人として東京スカパラダイスオーケストラの谷中敦が登場する。
キャッチコピーは「ドラマはいつも終電の後にありました。」

## 収録作品

### 全話共通
- 謎の案内人 - 谷中敦（東京スカパラダイスオーケストラ）

### 第1夜 立川駅
あらすじ
立川駅の終電に乗るためにたけしは急いでいたが、ケイドロをしていた集団に巻き込まれ終電を逃してしまう。
それから行くあてもなくベンチに座っていると、駅前にディスプレイしてあるアート作品と闘うおじさんと出会う。
出演
- 佐藤 たけし（物流会社社員） - 濱田岳
- 山田（アートと闘う人） - 古舘寛治
- 四谷（ケイドロリーダー） - 深水元基
- 大森（ケイドロ仲間） - 矢野聖人
- 神田（ケイドロ仲間） - 田村健太郎
- 綾瀬（ケイドロ仲間） - 師岡広明
- 小岩（ケイドロ仲間） - 光山文章
- 高尾（佐藤の上司） - 永井秀樹

### 第2夜 秋葉原駅
あらすじ
終電を逃したかずおは2年前、行きつけにしていた秋葉原にあるテーブルトークRPG専門店「salon de tt」につい来てしまい、RPG仲間と久し振りに再会する。
出演
- 森 かずお（ゲームデザイナー） - 濱田岳
- ミキ（かずおの元彼女） - 入山法子（小さいミキ：大滝愛結）
- 大山（ゲームマスター） - 山路和弘
- 前田（新メンバー） - 中村倫也
- 佐々木（RPG仲間） - 野口かおる
- 黒田（RPG仲間） - 平原テツ

### 第3夜 南千住駅
あらすじ
正太は大学時代からずっと好きだった明美の結婚式に参加した帰りに大学時代の友人と酒を飲んでいる内に終電を逃す。
想いが叶わなかった悲しい気持ちを抱えながら南千住駅近辺を歩いてると宿を探しているフランス人・ソフィーとジョエルに出会う。
出演
- 宮内 正太（印刷会社社員） - 濱田岳
- ソフィー（フランス人観光者） - Noemie Nakai
- ジョエル（ソフィーの弟） - Matthieu Sapin
- 　アメリカ男　-　クリス・マッコームス
- 明美（正太の想い人） - 新井恵理那
- 健（正太の友人） - 永野宗典（ヨーロッパ企画）
- 和哉（正太の友人） - 本多力（ヨーロッパ企画）
- 美佐希（正太の友人） - 西村直子（ヨーロッパ企画）
- 香奈（正太の友人） - 望月綾乃（劇団ロロ）
- 宿の男 - テイ龍進

### 第4夜 蒲田駅
あらすじ
由紀雄は蒲田西口商店街振興組合が企画し、売り出している地元アイドル・カマッチュのイベントを見ていたら、犬に靴を舐められる。
極度の潔癖症の彼は半狂乱になって、トイレに駆け込み、除菌をしている内に終電を逃してしまう。
除菌シートが朝まで持つか心配しながら商店街を歩いていると定食屋の前で泥酔しているアイドル・毬谷こずえを見掛ける。
出演
- 日下 由紀雄（パソコン修理会社社員） - 濱田岳
- 木下 こずえ（元アイドル・現カマッチュメンバー） - 小松彩夏
- 賢治（こずえの知り合い） - 渋川清彦
- 月村（カマッチュマネージャー） - 樋渡真司
- 昌子（雑貨店） - 神保共子
- 部長（由紀雄の取引会社） - ト字たかお
- 飼い主の女性 - 川面千晶（劇団ハイバイ）
- 駅員 - 大谷幸広
- カマッチュメンバー - 森カノン 、塩谷彩香 、新矢皐月 、桜雪

### 第5夜 片瀬江ノ島駅
あらすじ
太郎は江ノ島に釣りに来た帰りに上司からビーチヘブンへ飲みに誘われる。
お金を忘れたと言っていた上司がパブ嬢をタクシーで持ち帰りする姿を呆然と見送っていたら終電を逃してしまう。
夜釣りをして始発まで時間を潰そうとしていた太郎は海辺でたちの悪い若者に絡まれていた紗栄子と出会う。
出演
- 能勢 太郎（運送会社社員） - 濱田岳
- 亀田 紗栄子（新江ノ島水族館飼育員） - 諷加
- 伊藤 剛（太郎の上司） - 田中要次
- 紗栄子の彼氏 - 鈴木拓（ドランクドラゴン）
- ボーイ・中年質屋 - 浦島こうじ（マザー）
- 健児 - 寺林弘達
- 新人ギャル - 荒井瞳
- 乗っかりギャル - 富山恵理子
- 母 - 石橋美智子
- 男子中学生 - 長嶺壱盛
- 女子中学生 - 鈴山奈穂

### 第6夜 六本木駅
あらすじ
三浦は社内で皆に慕われている上司・吉田からアイリッシュ・バーへ飲みに誘われる。
その帰りに終電時間が差し迫る中で商談と称して、「セクリ森本のセックス六本木教室」に連れて行かれる。
他人からはプレイボーイに見えている吉田は実は「童貞」だと衝撃の告白をし、経験豊富な彼女を満足させるためにこの教室に来たと三浦に説明する。
出演
- 三浦 良夫（総合商社社員） - 濱田岳
- 吉田（三浦の上司） - 古山憲太郎（劇団モダンスイマーズ）
- 大塚（六本木教室担当者） - 手島優
- らいか（六本木教室講師） - 木口亜矢
- 美奈子（吉田の彼女） - 小島じゅん
- プロレスの女 - 福山理子
- 案内人の恋人 - 飛鳥凛

### 第7夜 溝の口駅
あらすじ
ドキュメンタリー制作会社「RAINBOW FILM」でアシスタントディレクターをしている小池はパン屋のインタビュー取材を飛ばしてしまい、番組に穴を空けるところだった。
溝の口駅（および武蔵溝ノ口駅）前でホームレスとストリートダンサーが場所取りで揉めている姿を見ていた小池は、ホームレスを題材とした社会派ドキュメンタリーを撮影する案が浮かぶ。
出演
- 小池 貴志（番組制作会社社員） - 濱田岳
- 権田 昭一（プロデューサー） - 眞島秀和
- 加持（ホームレス） - 飯田孝男
- 浅井（加持の仲間） - 清水一彰
- よしえ（加持の中間） - ふくまつみ
- タクヤ（ストリートダンサー） - 滝口幸広
- ミキ（タクヤのチームメンバー） - 荒井玲良（SUPER☆GiRLS）
- ヤスヒロ（タクヤのチームメンバー） - 白倉裕二
- 佐々木（エディター） - 松嶋亮太
- カラオケの店員 - 志保
- カラオケの店長 - 小林徹

### 第8夜 下北沢駅
あらすじ
北海道から修学旅行に来ていた直輝は宿泊していたホテルを抜け出して、下北沢の古着屋で時間を忘れて買い物を楽しんでいたら終電を逃してしまう。
教師にばれずにどうやって水道橋にあるホテルまで帰るかを考えていると、「大きな象が入らない」と話している男女が気になり、直輝はあとをつけていった。
出演
- 英 直輝（高校生） - 濱田岳

劇団 「飛ぶ鳥を落とすカンパニー」
- 新井 みずき - 夏帆
- 井上 浩 - 益山貴司（劇団子供鉅人）
- 筋野 康 - 坂口辰平（劇団ハイバイ）
- 原 慎一郎 - 影山徹（劇団子供鉅人）
- 岡西 圭子 - 小中太（劇団子供鉅人）
- 西内 未来子（制作） - 宇野まり絵
- 藤本 正道（作・演出） - 谷中敦

その他
- 女性A（劇団のファン） - キキ花香（劇団子供鉅人）
- 女性B（劇団のファン） - 億なつき（劇団子供鉅人）
- 古着屋店長 - しいたけを

### 第9夜 日本橋駅
あらすじ
父は幼いときに死別、母は育児放棄、登志男は不幸な身の上に置かれ、唯一、心の支えであった姉・道子が親代わりを務め、自立出来るまで面倒を見てくれた。
姉は弟に会うために静岡から上京し、登志男に日本橋の待ち合わせ場所を説明するが、伝え方がアバウト過ぎて中々会えずにいた。姉が登志男と電話で話しているときに意味深な言葉を残して、忽然と消えてしまう。
出演
- 井上 登志男 - 濱田 岳
- 山本（道子の恋人） - 平田満
- 落合 - 黒田大輔
- 葛西 - 川島潤哉
- 竹橋 - チャン・リーメイ
- 井上 道子（登志男の姉） - 辻元舞

### 最終夜 東京駅
あらすじ
入社採用試験のグループ・ディスカッションで出会ったBグループの5人は反省会を兼ねて飲みに行った居酒屋で試験中に5人が作り上げた広告物の出来の悪さに口論になり、白熱するあまり、気が付いたときには終電を逃していた。
自宅に帰れなくなった5人は出来の悪い広告物を弔うために東京駅の近くで缶蹴りを始める。
出演
Bグループ
- 鈴木 正木（美術大学生） - 濱田岳
- 田端 翔子 - 谷村美月
- 川口 大樹 - 柿澤勇人
- 大森 拓馬（就職浪人） - 高橋周平
- 上野 花子 - 岸井ゆきの

その他
- 試験官A - 中野剛
- 試験官C - 谷中敦
- 通行人の男（缶蹴り中、上野が利用した男） - 野間口徹（友情出演）
- 遊助（特別出演）

## スタッフ
- 脚本 - 岩井秀人、平田研也、中澤圭規、清水健太
- 音楽 - 白石めぐみ
- 監督 - 波多野貴文、橋本光二郎、柴田大輔、清水健太
- 主題歌 - 遊助「檸檬」（ソニー・ミュージックレコーズ）
- 助監督 - 長尾くみこ、森裕史、宮崎駿、吉田望
- 音楽コーディネーター - 溝口大悟
- サウンドデザイン - 藤村義孝
- タイトルデザイン - 小川雅志
- アクション・スタントコーディネート - 大内貴仁、柴田洋助
- 各話監修
  - TRPG監修 - 岡田篤宏（第2話）
  - 人形制作 - 丹地香（第4話）
- チーフプロデューサー - 杉山剛（ソニー・ミュージックエンタテインメント）、十二竜也、加藤新
- プロデューサー - 長谷川晴彦（ROBOT）
- アソシエイトプロデューサー - 杉浦美奈子
- ラインプロデューサー - 安田邦弘
- アシスタントプロデューサー - 中尾幸代、加藤晶子
- 特別協力 - ソニー・ミュージックエンタテインメント
- 制作協力 - ROBOT
- 製作著作 - TBS

## 放送日程
| 放送回                                                    | 放送日  | サブタイトル | ラテ欄               | 脚本     | 監督       |
| --------------------------------------------------------- | ------- | ------------ | -------------------- | -------- | ---------- |
| 第1夜                                                     | 1月14日 | 立川駅       | 深夜の大人の冒険     | 岩井秀人 | 波多野貴文 |
| 第2夜                                                     | 1月21日 | 秋葉原駅     | 深夜の大人の冒険     | 岩井秀人 | 波多野貴文 |
| 第3夜                                                     | 1月28日 | 南千住駅     | フレンチな深夜恋     | 平田研也 | 橋本光二郎 |
| 第4夜                                                     | 2月04日 | 蒲田駅       | 潔癖男と地元アイドル | 平田研也 | 橋本光二郎 |
| 第5夜                                                     | 2月11日 | 片瀬江ノ島駅 | 深夜の水族館         | 中澤圭規 | 柴田大輔   |
| 第6夜                                                     | 2月18日 | 六本木駅     | 深夜の秘密の教室     | 岩井秀人 | 柴田大輔   |
| 第7夜                                                     | 2月25日 | 溝の口駅     | 深夜の仁義無き戦い   | 清水健太 | 清水健太   |
| 第8夜                                                     | 3月04日 | 下北沢駅     | 下北沢で修学旅行     | 平田研也 | 清水健太   |
| 第9夜                                                     | 3月11日 | 日本橋駅     | 誰もいない日本橋     | 岩井秀人 | 波多野貴文 |
| 最終夜                                                    | 3月18日 | 東京駅       | 東京駅で缶蹴り!      | 岩井秀人 | 波多野貴文 |
| 平均視聴率 1.5%（視聴率は関東地区・ビデオリサーチ社調べ） |         |              |                      |          |            |

- 第7 - 8話は番組調整の都合上のため24:50 - 25:29放映。
- 第9話は『女子サッカーアルガルベカップ2013 日本×デンマーク』放送のため、56分繰り下げとなり、25:16 - 25:55放送。
- 最終話は『2013 ワールドベースボールクラシック準決勝 日本×プエルトリコ』放送のため、30分繰り下げとなり、24:50 - 25:29放送。

## ネット局・放送時間
| 放送対象地域   | 放送局              | 放送期間                | 放送日時           | 備考       |
| -------------- | ------------------- | ----------------------- | ------------------ | ---------- |
| 関東広域圏     | TBSテレビ（TBS）    | 2013年1月14日 - 3月18日 | 月曜 24:20 - 24:59 | 製作局     |
| 岩手県         | IBC岩手放送（IBC）  | 2013年1月14日 - 3月18日 | 月曜 24:20 - 24:59 | 同時ネット |
| 静岡県         | 静岡放送（SBS）     | 2013年1月14日 - 3月18日 | 月曜 24:20 - 24:59 | 同時ネット |
| 愛媛県         | あいテレビ（ITV）   | 2013年1月14日 - 3月18日 | 月曜 24:20 - 24:59 | 同時ネット |
| 岡山県・香川県 | 山陽放送（RSK）     | 2013年1月21日 - 3月25日 | 月曜 23:50 - 24:30 | 7日遅れ    |
| 中京広域圏     | 中部日本放送（CBC） | 2013年1月21日 - 3月25日 | 月曜 24:50 - 25:30 | 7日遅れ    |
| 近畿広域圏     | 毎日放送（MBS）     | 2013年1月22日 - 3月26日 | 火曜 26:40 - 27:20 | 8日遅れ    |
| 山口県         | テレビ山口（tys）   | 2013年2月9日 - 4月20日  | 土曜 26:41 - 27:20 | 26日遅れ   |
| 北海道         | 北海道放送（HBC）   | 2013年2月10日 - 4月14日 | 日曜 24:56 - 25:35 | 27日遅れ   |
| 石川県         | 北陸放送（MRO）     | 2013年2月18日 - 4月29日 | 月曜 24:25 - 25:10 | 35日遅れ   |